# Östersundom gård

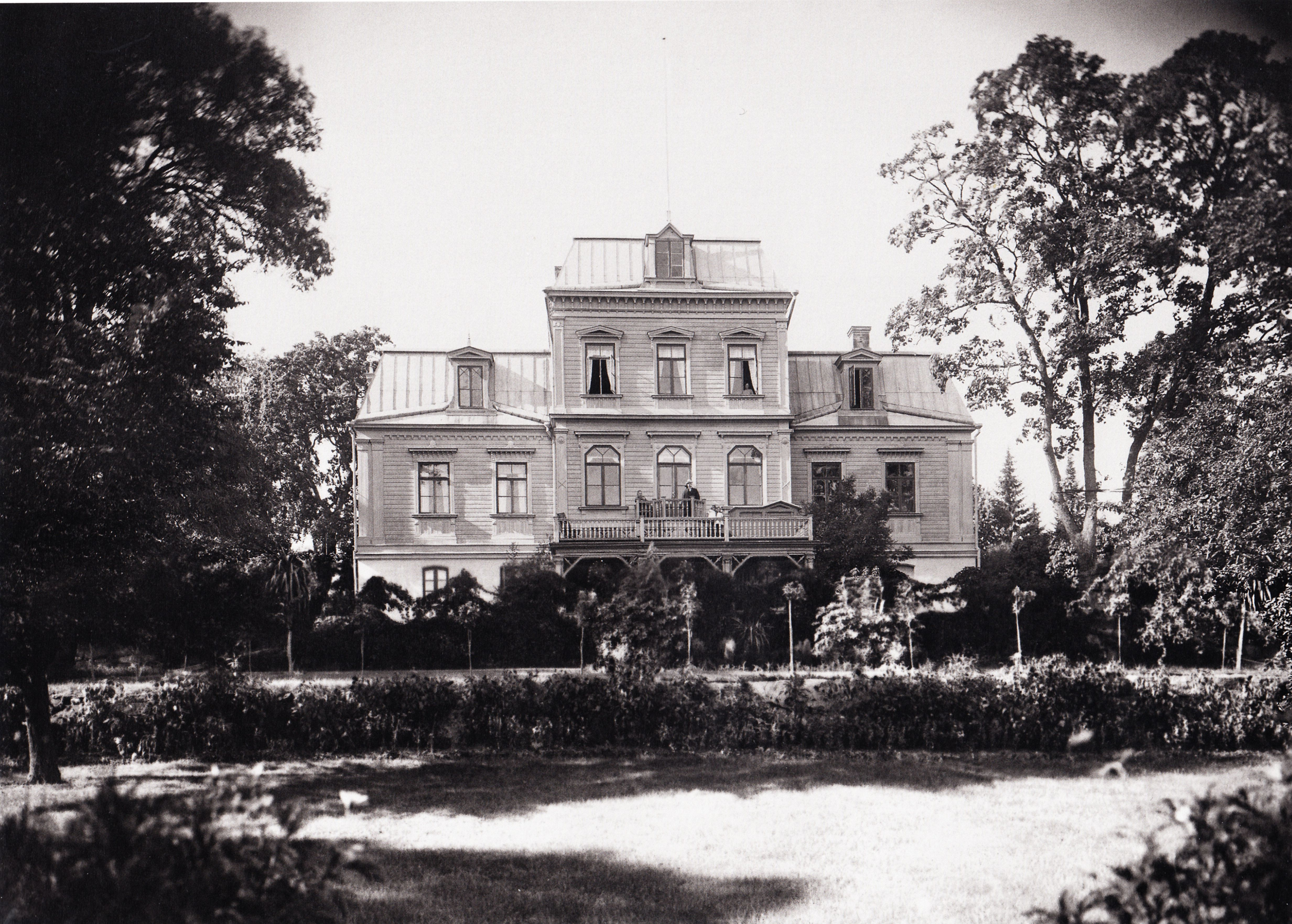
Östersundom gård,före 1920.
Foto: Signe Brander

Östersundom gård i är beläget i Östersundom, som sedan 2009 administrativt hör till Helsingfors, mellan motorvägen E18 och gamla riksvägen 170. Tidigare hörde gården till Sibbo.
Östersundom gård bildar en värdefull byggt kulturmiljö av riksintresse.

## Historia
Östersundom by gavs 1624 som förläning åt ryttmästaren Henrik von Hofven och 9 ödegårdar sammanslogs till ett säteri som utgjorde början till Östersundom gård. Vid reduktionen 1683 bildades ett dubbelt berustat säterirusthåll med namnet Karlsvik. Ryska trupper ödelade gården totalt under Stora ofreden 1713.
Östersundom eller Karlsvik gård blev på 1700- och 1800-talen en av de mest betydande herrgårdarna i Sibbo. Gårdens byggnadsbestånd förnyades på 1780- och 1790-talen. En del av detta byggnadsbestånd, bland annat gråstensladugården vars äldsta del är från år 1785, har bevarats. Under 1800-talets första år hade gården under några års tid en egen spelkortsfabrik.
Byggnadens eklektiska exteriör har försetts med epitetet "engelskt". En del av det mångsidiga byggnadsbeståndet i gårdens driftscentrum är från 1700-talet och en del från mitten av 1800-talet.
Östersundom gård övergick 1870 till agronom Georg Borgström, som utvecklade gården till en mönstergård. Gårdens åkrar täckdikades redan tidigt, gården var en pionjär i odling att många växtsorter och byggnadsbeståndet förnyades. Den nuvarande av vertikala stockar byggda karaktärsbyggnaden i imitationsstil stod färdig 1878. Den planerades av ägarens svåger arkitekten Theodor Decker som också har ritat Sibbo tegelkyrka. Släkten Borgström äger ännu gården.
På Östersundom introducerades 1951 Finlands första biffkor som var av rasen Aberdeen Angus. Totalareal 294 ha, varav 115 ha åker.
Tidigare hörde Björkudden, där Zacharias Topelius bodde från 1879 till sin död 1894, till gården.